# Talayuela
Talayuela – miasto w Hiszpanii, we wspólnocie autonomicznej Estremadura. W 2007 liczyło 9 582 mieszkańców.